# Fleuve Tigre (sculpture)

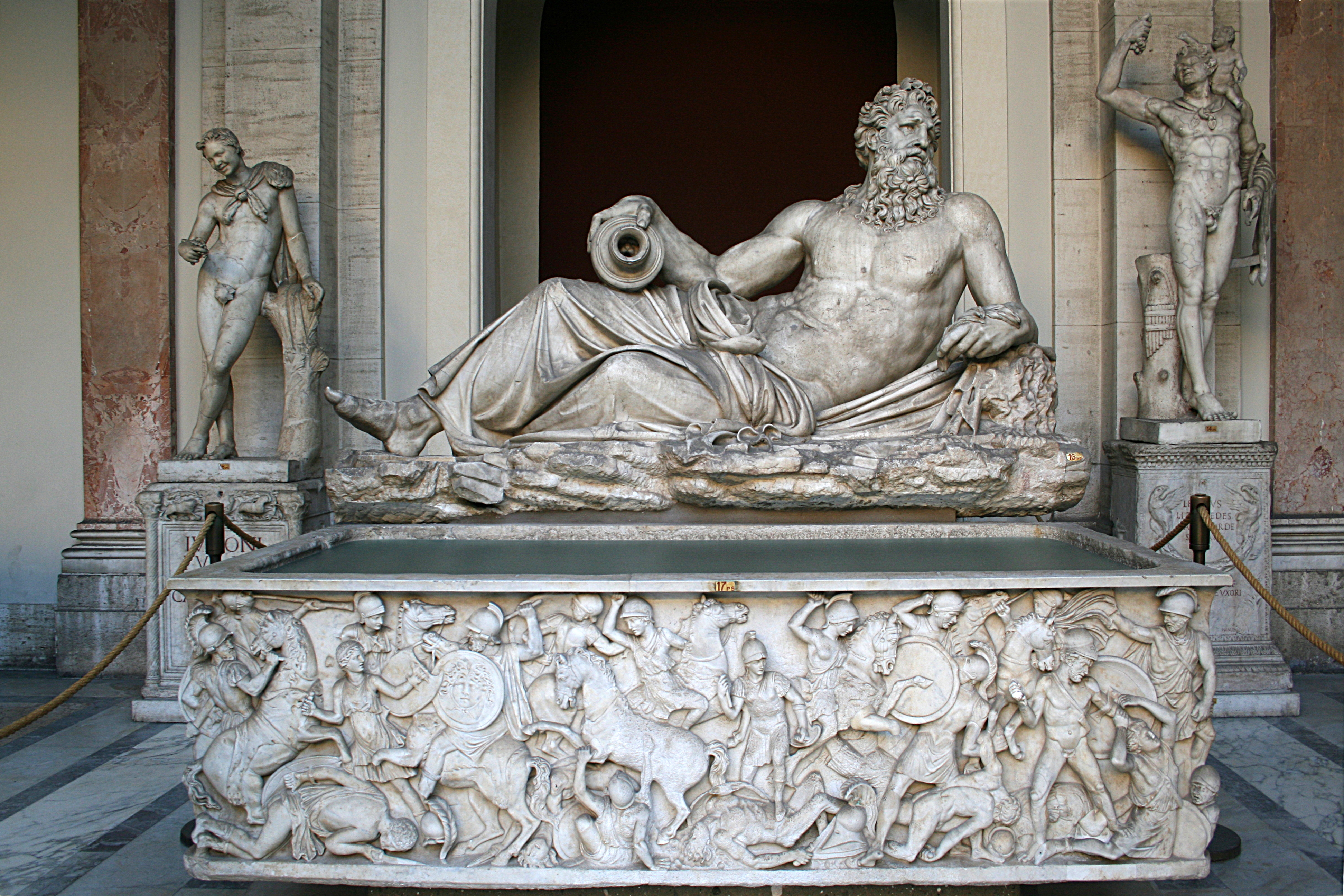
Fleuve Tigre et sarcophage

La statue Fleuve Tigre est une sculpture antique constituée d'une figure et d'un sarcophage, conservée au musée Pio-Clementino au Vatican.
Utilisée comme élément de fontaine où le sarcophage tient lieu de bassin, la statue est une copie romaine du IIe siècle d'une statue grecque du IIe siècle av. J.-C. Le bras droit de la figure allongée tient un vase d'où devait s'échapper l'eau. Sur le vase, on aperçoit le blason des Médicis en référence au pape Léon X qui commanda à Giovanni Angelo Montorsoli une restauration de l'œuvre.
Le sarcophage est sculpté de bas-reliefs représentant divers épisodes de la mythologie grecque, en particulier le combat des Amazones durant la guerre de Troie.
L'ensemble est maintenant exposé dans la Cour octogonale du musée Pio-Clementino.